# Lotta Kemppinen
Lotta Kaarina Kemppinen, född 1 april 1998 i Helsingfors, är en finländsk kortdistanslöpare. Hon tävlar för Helsingfors IFK och tränas av Mervi Brandenburg.

## Karriär
I februari 2021 satte Kemppinen ett nytt finskt rekord på 60 meter inomhus vid en tävling i Helsingfors. Hon sprang på 7,19 sekunder och slog Sisko Hanhijoki gamla rekord med en hundradel. Senare under samma månad förbättrade Kemppinen rekordet till 7,16 sekunder då hon tog guld vid finska inomhusmästerskapen i Jyväskylä. Månaden därpå vid inomhus-EM i Toruń tog Kemppinen silver på 60 meter, vilket var den första EM-medaljen för en finländsk sprinter på 32 år.
I februari 2022 tog Kemppinen sitt tredje raka guld på 60 meter vid finska inomhusmästerskapen i Kuopio efter ett lopp på 7,26 sekunder. Månaden därpå tävlade Kemppinen vid inomhus-VM i Belgrad, där hon blev utslagen i semifinalen på 60 meter efter ett lopp på 7,18 sekunder.

## Tävlingar

### Internationella
| År                   | Tävling                        | Plats                | Placering            | Gren                 | Tid                  |
| Tävlande för Finland | Tävlande för Finland           | Tävlande för Finland | Tävlande för Finland | Tävlande för Finland | Tävlande för Finland |
| -------------------- | ------------------------------ | -------------------- | -------------------- | -------------------- | -------------------- |
| 2015                 | Junioreuropamästerskapen       | Eskilstuna, Sverige  | 21:a (semifinal)     | 100 meter            | 12,13 s              |
| 2019                 | U23-europamästerskapen         | Gävle, Sverige       | 6:e                  | 100 meter            | 11,59 s              |
| 2021                 | Europeiska inomhusmästerskapen | Toruń, Polen         | 2:a                  | 60 meter             | 7,22 s               |
| 2022                 | Inomhusvärldsmästerskapen      | Belgrad, Serbien     | 15:e (semifinal)     | 60 meter             | 7,18 s               |

### Nationella
| - Finska friidrottsmästerskapen (utomhus): - 2019: Guld – 100 meter (11,65 sekunder, Villmanstrand) - 2019: Brons – 200 meter (24,24 sekunder, Villmanstrand) - 2020: Guld – 100 meter (11,62 sekunder, Åbo) - 2020: Silver – 200 meter (23,86 sekunder, Åbo) - 2021: Guld – 100 meter (11,65 sekunder, Tammerfors) | - Finska friidrottsmästerskapen (inomhus): - 2015: Silver – 4×300 meter stafett (2.42,38, Tammerfors) - 2017: Guld – 4×200 meter stafett (1.37,53, Jyväskylä) - 2017: Silver – 60 meter (7,49 sekunder, Jyväskylä) - 2020: Guld – 60 meter (7,33 sekunder, Tammerfors) - 2021: Guld – 60 meter (7,16 sekunder, Jyväskylä) - 2022: Guld – 60 meter (7,26 sekunder, Kuopio) | - Finska stafettmästerskapen (utomhus): - 2018: Brons – 4×100 meter stafett (46,79 sekunder, S:t Michel) - 2019: Silver – 4×100 meter stafett (46,75 sekunder, Ylivieska) - 2019: Silver – 4×400 meter stafett (3.44,84, Ylivieska) - 2020: Silver – 4×100 meter stafett (45,83 sekunder, Kotka) - 2020: Silver – 4×400 meter stafett (3.48,04 sekunder, Kotka) |

## Personliga rekord
| Utomhus - 100 meter – 11,33 (Dessau-Rosslau, 21 maj 2021) - 200 meter – 23,56 (Åbo, 28 juli 2020) | Inomhus - 60 meter – 7,16 (Jyväskylä, 20 februari 2021) 0NR0 - 200 meter – 24,02 (Helsingfors, 23 februari 2020) |